# 熱帶風暴費爾南德 (2013年)
熱帶風暴費爾南德（英語：Tropical Storm Fernand）是一個持續時間較短但致命的熱帶氣旋，它襲擊了墨西哥韋拉克魯斯州的部分地區，造成洪水氾濫和山崩。2013年大西洋颶風季的第五場熱帶風暴，費爾南德在8月25日於坎佩切灣從兩股移離非洲海岸的东风波合併而發展而成的。風暴迅速組織，氣旋增強成熱帶風暴，最終以中等至強烈熱帶風暴的標準在墨西哥海岸登陸。第二天，費爾南德在仍內陸維持，然後在該國的山地上消散。費爾南德在其相對較短的壽命期間造成了許多洪水氾濫，導致墨西哥韋拉克魯斯州及其周邊地區有14人死亡。

## 氣象歷史
費爾南多的起源有點複雜，發展自東大西洋的兩個东风波的相互作用下形成的擾動。首個東風波在8月10日離開非洲海岸，向西穿過大西洋。第二個東風波於8月13日離開，其後催生出熱帶風暴艾琳。隨著東風波向西移動，由於相關的水分，它們變得越來越難以追蹤，但到8月20日，小安的列斯群岛以東發展出一個新的東風波。東風波的組織在加勒比海向西移動時發生了變化，並在8月23日首次被國家颶風中心發現，當時它在尤卡坦半岛附近。雖然橫過尤卡坦半島，東風波的環流變得越來越明確。8月25日早上，這個擾動已經進入坎佩切灣，此時系統發展的可能性已經提高到60％。擾動迅速組織，據估計，一個熱帶低氣壓於當天UTC中午12時在墨西哥夸察夸爾科斯東北約55公里形成。此後不久，空軍偵察機發現地面風力達熱帶風暴強度，而該低氣壓在UTC下午18時升格為熱帶風暴費爾南德，而在實際操作中，在大約3小時後才作出此升格。
升級成熱帶風暴後，費爾南德此後於8月26日早上達到最高強度，風速為每小時95公里，氣壓為1001毫巴（29.56英寸汞柱），同時在澤姆波阿拉附近登陸，即韦拉克鲁斯西北偏北約47公里。在實際操作中，費爾南德被國家颶風中心認為風速是每小時85公里。在横過墨西哥山區的情況下，風暴迅速減弱，而費爾南德在當天中午12時減弱為熱帶低氣壓，數小時後退化為殘餘低氣壓。其中心後來在UTC8月27日凌晨0時消散。

## 防災措施和影響
8月25日，墨西哥灣沿岸從韦拉克鲁斯北到坦皮科收到了熱帶風暴警告。8月26日早上，韋拉克魯斯州瑙特拉以北取消了警告，並且在費爾南德減弱為熱帶低氣壓後完全取消。墨西哥海軍幫助韋拉克魯斯州的人有效地撤離了家園。在這場風暴期間，國家的各級教育課程都被取消。在墨西哥，風暴的影響以韋拉克魯斯州最為嚴重，其中13人因山崩而死亡：耶庫阿特拉有9人，圖斯潘有3人，阿特薩蘭有1人。在韋拉克魯斯市，暴雨淹沒了道路，而倒塌的樹木也導致停電。在博卡德爾里奧，在購物廣場的水災淹沒了人們。據報19個市政府的損失主要在韋拉克魯斯州北部和中部。風暴破壞了457戶家園，造成4條河流氾濫。在瓦哈卡州，一名男子被一條氾濫的河流沖走後死亡。風暴過後，韋拉克魯斯州州長哈維爾·杜阿爾（Javier Duarte）向92個市政府宣布進入緊急狀態，這使受到損害的農民得到援助。總括而言，這場風暴造成了“數百萬”美元的損失。